# Аби-Надер, Халиль
Халиль Аби-Надер (6 декабря 1921 года, Ливан — 14 июня 2009 года, Бейрут, Ливан) — католический прелат, архиепископ Бейрута Маронитской католической церкви с 4 апреля 1986 по 8 июня 1996 года.

## Биография
29 июня 1947 года был рукоположён в священника.
4 апреля 1986 года Римский папа Иоанн Павел II назначил его архиепископом Бейрута. 18 мая 1986 года состоялось рукоположение Халиля Аби-Надера в епископа, которое совершил маронитский патриарх Насрулла Бутрос Сфейр в сослужении с епископом Джунии Шукраллой Харбом и титулярным епископом Арки в Фениции Роландом Абуджауде.
8 июня 1996 года подал в отставку.